# Do You Know Where You’re Going To
A Theme from Mahogany (Do You Know Where You’re Going To) egy dal, melyet Michael Masser és Gerald Goffin írtak az 1975-ben bemutatott Mahogany című filmhez. A dalt Diana Ross énekelte fel, és kislemezen is megjelent. A dal a film egyik legsikeresebb eleme lett, több kritikus dicsérte. Első helyezést ért el az amerikai Billboard Hot 100 és Easy Listening slágerlistán. Oscar-díjra is jelölték legjobb dal kategóriában; Ross a díjkiosztó idején Hollandiában tartózkodott, de a dalt előadta, a díjkiosztón műholdközvetítéssel volt látható.

## Helyezések
| Slágerlista (1975/1976)        | Legmagasabb helyezés |
| ------------------------------ | -------------------- |
| Brit kislemezlista             | 5                    |
| Kanadai kislemezlista          | 3                    |
| USA Billboard Hot 100          | 1                    |
| USA Billboard Hot Soul Singles | 14                   |
| USA Billboard Easy Listening   | 1                    |

## Feldolgozások
A dalt több híres énekes is feldolgozta:
- 1976-ban Nicole Rieu francia énekesnő En courant címmel, franciául.
- 1995-ben Patricia Paay holland énekesnő Time of My Life című albumán.
- 1995-ben a Pinhead Gunpowder punk-együttes kétperces változatban, Mahogany címmel, Carry the Banner című albumán.
- 1998-ban Mariah Carey amerikai énekesnő, #1’s című albumán.
- 1998-ban Jennifer Lopez amerikai énekesnő, On the 6 című albumán.
- 2001-ben a Pieces of a Dream dzsesszegyüttes Acquainted with the Night című albumán.[3]
- 2001-ben tobyMac keresztény énekes a dal refrénjét Do You Know címmel dolgozta fel Momentum című albumán.
- 2003-ban a Da Band rapegyüttes, Too Hot for TV című albumán.
- 2006-ban Janice Vidal hongkongi énekesnő Do U Know című albumán.
- 2007-ben Tina Arena ausztrál énekesnő Songs of Love & Loss című albumán.
- 2008-ban a Me First and the Gimme Gimmes együttes Mahogany címmel, Have Another Ball! című albumán.
- 2009-ben Lara Fabian európai énekesnő Every Woman in Me című albumán.
- Bobbie Eakes amerikai színésznő előadta a The Bold and the Beautiful című sorozatban.
- William Shatner kanadai színész elszavalta a dal szövegét a Priceline.com reklámjában.
- A dal refrénjét elénekli Slick Rick Teenage Love című dala végén, The Great Adventures of Slick Rick című albumán. A dal a 8. helyet érte el a Billboard Hot Rap Singles slágerlistán 1988-ban.
- A refrén hallható Chubb Rock Life és Erick Sermon Do You Know című számában is.
- A Simpson család rajzfilmsorozat 1993-ban bemutatott Rosebud című epizódjában lejátsszák a refrént, miközben jeleneteket látunk Mr. Burns életőből.
- Az Everybody Hates Chris egy epizódjában is hallható, amikor Chris előtt lepereg az élete.

### Mariah Carey kislemeze
A Do You Know Where You’re Going To Mariah Carey által felénekelt változata 1998-ban készült. Az énekesnő első válogatásalbuma, a #1’s nemzetközi kiadásának záródala volt, és a tervek szerint kislemezen is megjelent volna. Jennifer Lopez ebben az időben szerződött le a Sony Musichoz, és felénekelte a dalt első, On the 6 című albumához. A Sony vezetői úgy döntöttek, a dalt csak az Egyesült Államokon kívül jelentetik meg, bónuszdalként az albumokon.
Carey változata végül korlátozott példányszámban, remixekkel együtt megjelent promóciós kislemezen, de a kiadó nem reklámozta megfelelően, és arra ösztönözték az énekesnőt, hogy inkább új stúdióalbumán dolgozzon. A #1’s nemzetközi kiadásán kívül szerepel még következő albuma, a Rainbow francia kiadásán bónuszdalként. Az Egyesült Államokban Carey előadásában csak a 2000-ben megjelent Valentines című EP-n jelent meg a dal.
Videóklip nem készült a dalhoz, remixek azonban igen, a Brazíliában megjelent promón található remixeket DJ Grego készítette.
Hivatalos remixek listája
- Do You Know Where You’re Going To (Mahogany Club)
- Do You Know Where You’re Going To (Mahogany Club Extended)
- Do You Know Where You’re Going To (Mahogany for Clubbers)
- Do You Know Where You’re Going To (Mariah Bonita)
- Do You Know Where You’re Going To (Mariah Bonita Club)
- Do You Know Where You’re Going To (Mariah Bonita Club Edit)
- Do You Know Where You’re Going To (Album version)